# Pablo Carballo
Pablo Marcos Rafael Carballo (Ciudad de Buenos Aires, 11 de diciembre de 1947) es un militar argentino de la Fuerza Aérea que alcanzó el rango de Comodoro. Es Veterano de Guerra de Malvinas, donde fue Piloto de McDonnell Douglas A-4B Skyhawk, Jefe de Escuadrilla y Jefe de Operaciones del G5C en la BAM Río Gallegos. Su comportamiento le hizo obtener la Cruz al Heroico Valor en Combate.

## Vida personal
Se casó con Mirtha Elizabeth Sorbera, con quien tuvo seis hijos: María José, Pablo Esteban, Candela, Juan Cruz, Agustina Abril y Tomás Ignacio.

## Carrera militar

### Guerra de las Malvinas
En 1979, Carballo empezó a tener destino en el Grupo 5 de Caza, en la V Brigada Aérea, cuyo asiento se halla en la localidad de Villa Reynolds, provincia de San Luis.
El 2 de abril de 1982 las fuerzas argentinas desembarcaron en las islas Malvinas y, de esa manera, empezó la guerra de las Malvinas.
El Grupo 5 de Caza empezó a desplazarse hacia la Base Aérea Militar Río Gallegos (BAM Río Gallegos) el 14 de abril para desde allí desarrollar las operaciones en el Atlántico Sur. El capitán Carballo se desplazó con su escuadrilla por el aire el 17 de abril. El 23 de abril realizó su primer vuelo sobre las islas, juntamente con el teniente Gálvez.
Durante la batalla del 1 de mayo, lideró la Escuadrilla Trueno, integrada por el teniente Carlos Rinke, el primer teniente Carlos Cachón y el alférez Leonardo Carmona. Tras el reabastecimiento en vuelo atacó un buque al sur de Puerto Enriqueta con bombas y cañones. A la sazón no sabían que se trataba del ELMA Formosa; la bomba alojada no explotó.
El 21 de mayo, primer día de la batalla aérea de San Carlos, el capitán Carballo dirigió la Escuadrilla Mula. Inicialmente, la componían el teniente Rinke, el primer teniente Cachón y el alférez Carmona, pero los dos primeros regresaron a la base por inconvenientes en sus aviones. En el estrecho hallaron un buque de gran tamaño, al cual Carmona lanzó su bomba, pese a una indicación contraria de Carballo que llegó tarde. Carmona regresó a la base inmediatamente, por no tener más armamento. Carballo continuó sólo con rumbo norte y encontró a la fragata HMS Ardent en la Bahía de Ruiz Puente. Allí, la atacó y escapó, perseguido por los cañonazos de la fragata. La fragata Ardent languideció el mismo día tras sucesivos ataques de aviones argentinos.
El 23 de mayo, Carballo lideró la Escuadrilla Nene, compuesta por el alférez Hugo Gómez, el primer teniente Luciano Guadagnini y el teniente Carlos Rinke. La Escuadrilla arribó al estrecho de San Carlos, en donde empezaron a recibir fuego antiaéreo de las fragatas HMS Broadsword y HMS Antelope. El capitán Carballo se vio obligado a abortar su ataque por la explosión cercana de un misil; quiso eyectarse, pero continuó volando al notar que todavía podía controlar su avión; decidió regresar a la base. Sobre Pradera del Ganso recibió un nuevo ataque enemigo con un misil que pasó cerca de su cabina.
El alférez Gómez y el primer teniente Guadagnini atacaron con bombas a la fragata Antelope. Guadagnini perdió el control de su avión por balazos enemigos y murió al chocar contra el mástil de la fragata. Estas bombas explotaron al día siguiente mientras los británicos intentaban desactivarlas, provocando el hundimiento de la fragata Antelope.
El día 25 de mayo, lideró la Sección Vulcano, con el teniente Carlos Rinke como numeral. Incursionó paralelamente a la Sección Zeus, conformada por el primer teniente Mariano Velasco y el alférez Jorge Barrionuevo. Ambas arribaron al norte de la isla Borbón con 2 o 3 minutos de intervalo, en donde se encontraban el destructor Tipo 42 HMS Coventry y la fragata Tipo 22 HMS Broadsword. Los Vulcano atacaron a la Broadsword con dos bombas  Mk17 de 500 kg, de las cuales una erro, y la otra atravesó a la fragata de lado a lado cayendo al mar sin explotar, y dañando un helicóptero Lynx en el camino. La Sección Zeus atacó al Coventry, acertando con tres bombas que provocaron su hundimiento.
El 27 de mayo el capitán Carballo conformó la Sección Pocker juntamente al teniente Rinke. Desataron un ataque contra objetivos terrestres en San Carlos arrojando ocho bombas retardadas por paracaídas. Recibieron un intenso fuego antiaéreo que dañó los sistemas de navegación y comunicaciones del A-4 de Carballo. Debido a fallas del avión de Carballo derivadas de éstas averías, el teniente Rinke navegó como guía, y llevó a Carballo a la BAM Río Gallegos.
El 8 de junio el capitán Carballo conformó la Escuadrilla Dogo, que debía ejecutar el primer ataque en bahía Agradable, pero regresó a la base por problemas técnicos en su avión.

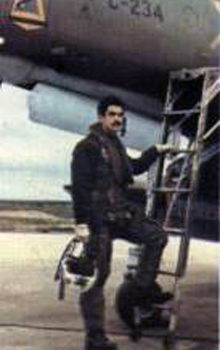
Capitán Pablo Carballo

El 12 de junio se constituyó la Escuadrilla Paris; el capitán Carballo despegó, y el teniente Rinke abortó el despegue por luz de fuego encendida y enganchó barrera. Esta situación demoró el despegue de los otros dos aviones. Se canceló la misión por perder la ventaja táctica por la demora del despegue. Carballo realizó un vuelo de reconocimiento dentro de la zona de exclusión total, encontrando un buque sin banderas ni tripulación sobre la cubierta. Le denegaron el permiso para atacar por temor a un error y lo enviaron al aterrizaje.
El 14 de junio de 1982 se produjo la rendición argentina, finalizando así la guerra de las Malvinas.

### Posguerra
Al finalizar el conflicto, Carballo, continuó capacitándose como piloto en diversas aeronaves y cursos internacionales.
En 1986 fue ascendido a mayor, y fue enviado a cursar en la Escuela Superior de Guerra Aérea. En 1989 tuvo traslado a la VI Brigada Aérea piloteando aviones Mirage III e IAI Finger como jefe de Escuadrón.
En 1993 recibió la condecoración Cruz al Heroico Valor en Combate. Hacia 1996, ya como vicecomodoro, tuvo destino en el Área Material Río Cuarto, Córdoba, donde se desempeñó como jefe del CEASO (Centro de Ensayos de Armamento y Sistemas Operativos).
Con el grado de comodoro, Pablo Carballo realizó diferentes cursos en el exterior, regresando finalmente a la Argentina para ocupar el cargo de jefe de Grupo Aéreo y jefe del Instituto Nacional de Aviación Civil (INAC).
El 2 de abril de 2001 se retiró de la Fuerza Aérea y desde entonces es profesor en la Escuela de Aviación Militar en Córdoba, donde reside.

## Condecoraciones
Recibió la Cruz al Heroico Valor en Combate, en virtud de la Ley N.º 24 229 del año 1993.

## Obras
- Los Halcones no se lloran[1]
- Un Vuelo al Corazón[1]
- Poema Número 100[1]
- Halcones de Malvinas[1]
- Dios y los Halcones
- Halcones sobre Malvinas
- Los Halcones no se lloran

### En línea
- Smith, Gordon (1989). «Battle Atlas of the Falklands War 1982 by Land, Sea and Air». Naval History (en inglés).